# Nikola Girke
Nikola Girke, född 30 december 1977, är en kanadensisk seglare.
Girke tävlade för Kanada vid olympiska sommarspelen 2004 i Aten, där hon tillsammans med Jen Provan slutade på 13:e plats i damernas 470. Vid olympiska sommarspelen 2008 i Peking tävlade Girke i vindsurfingsklassen RS:X, där det blev en 17:e plats. Vid olympiska sommarspelen 2012 i London tävlade hon återigen i RS:X, denna gång med en 10:e plats som resultat.
Vid olympiska sommarspelen 2016 i Rio de Janeiro tävlade Girke tillsammans med Luke Ramsay i mixklassen Nacra 17, där de slutade på 15:e plats.